# Leandro Firmino
Leandro Firmino (parfois crédité Leandro Firmino da Hora) est un acteur brésilien, né le 23 juin 1978 à Rio de Janeiro.
Il a notamment joué le rôle de Zé Pequeno (Petit Zé) adulte dans le film La Cité de Dieu .

## Filmographie
- 2002 : La Cité de Dieu (Cidade de Deus) : Zé Pequeno adulte
- 2002 : La Cité des hommes (Cidade dos Homens) (série télévisée), 1 épisode  : Deco
- 2003 : O Corneteiro Lopes (court métrage) : Feliciano
- 2005 : Cafundó : Cirino
- 2006 : Trair e Coçar É só Começar : le mécanicien
- 2007 : O Homem Que Desafiou o Diabo : Zé Pretinho
- 2012 : City of God - 10 Years Later[1] : lui-même
- 2012 : No olho da rua : Algodão
- 2012 : Totalmente inocentes (en) : Tranquilo
- 2014 : Julio Sumiu : Tião Demonio
- 2014 : Favelas (Trash) : Thiago
- 2017 : Goitaca : le chef Goitaca
- 2018-2023 : Impuros (série télévisée) : Gilmar
- 2022 : El presidente (mini-série) : Sivoca
- 2022-2023 : Operación Marea Negra (mini-série) : Walder
- 2024 : Les Aventuriers de l'arche de Noé (Arca de Noé) (film d'animation) : l'ours (voix)